# Sportovní Klub Kladno
El Sportovní klub Kladno, a.s. es un club de fútbol checo de la ciudad de Kladno. Fue fundado en 1903 y juega en la Cuarta División de la República Checa.